# Jaco
Jaco (ponekad pisano Jako) nenaseljeni je otok blizu zapadnog vrha otoka Timora u Malim sundskim otocima. Sam otok pripada Istočnom Timoru i dio je Nacionalnog parka Nino Konis Santana.

## Zemljopis
Otok Jaco dio je istočnotimorskog distrikta Lautém i od otoka Timora odvojen je kanalom širokim 700 metara. Površina otoka je oko 11 km² i ne prelazi visinu od 100 m. Većinom je prekriven tropskom šumom i okružen pješčanim plažama.
Otok Jaco bitno je stanište ptica u međunarodnim razmjerima.